# سكلافاني بانيي
سقلافية أو سكلافاني بانيي (بالإيطالية: Sclafani Bagni)‏ هي بلدية في مقاطعة باليرمو في صقلية الإيطالية.

## السكان
في سنة 1861 بلغ عدد السكان 650 نسمة، وتطور العدد ليصل في سنة 2011 لـ 450 نسمة.
يظهر هذا المخطط البياني تطور النمو السكاني لـ سكلافاني بانيي